# Yangpa
Ли Ын Чжин (кор. 이은진, кит. 李銀瑨; род. 17 марта 1979 года, более известная как Yangpa) — южнокорейская певица, поэт-песенник и автор-исполнитель.

## Карьера

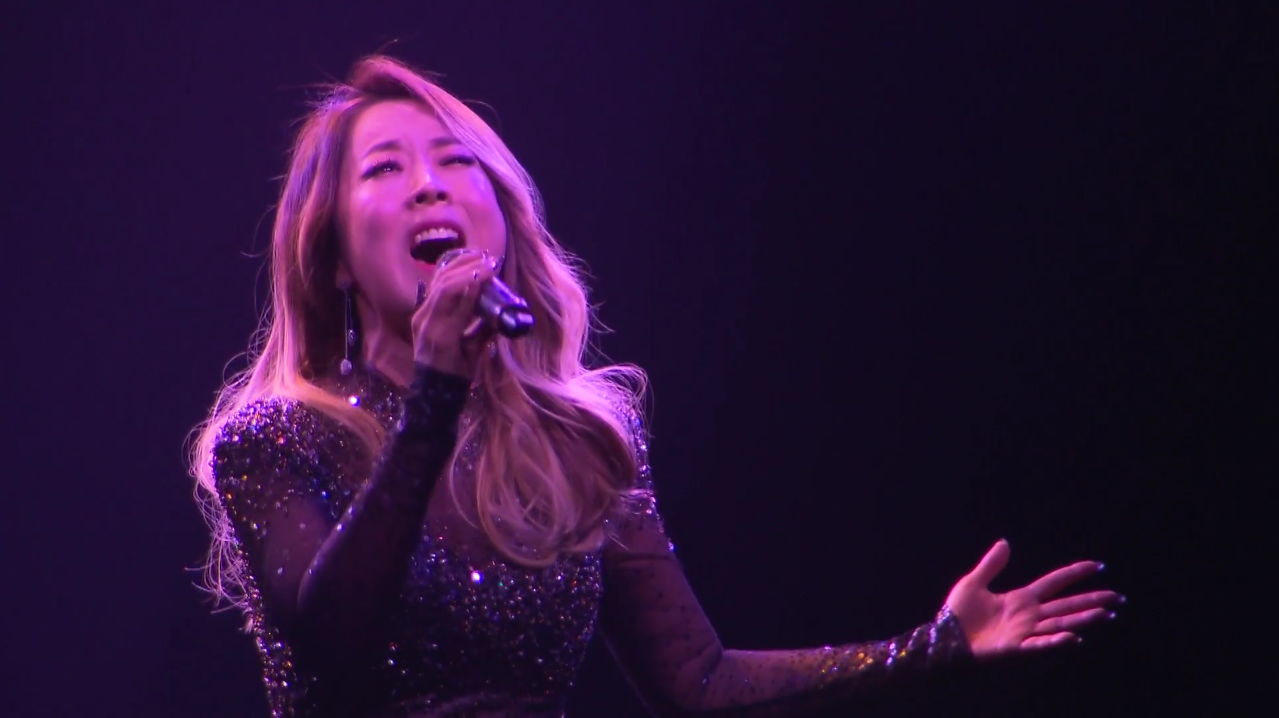
Yangpa в мюзикле «Телохранитель», ноябрь 2016 года

Yangpa дебютировала на сцене как сольная артистка в ноябре 1996 года, когда ей было 17 лет. Девушка выпустила полноформатный альбом Notice’s Love под эгидой лейбла Shinchon Music с одноимённым синглом, который стал хитом в Корее; продажи альбома составили более 800 тысяч копий. Кроме того, Yangpa завоевала любовь публики ещё и как хорошая вокалистка — её вокальные данные не раз входили в список лучших среди всех артистов в стране. В 1998 и 1999 годах были выпущены альбомы I Want to Know и Addio, которые также снискали успех, пусть и немного меньший по сравнению с дебютной пластинкой.
Весной 2001 года Yangpa выпускает альбом Perfume, который тоже стал коммерчески успешным, после чего уходит на перерыв из-за конфликта со своим музыкальным лейблом; в 2007 году она возвращается на сцену с альбомом The Windows of My Soul. В 2009 году исполнительница подписывает контракт с Core Contents Media и в 2011 году выпускает мини-альбом Elegy Nouveau, а в июне 2012 становится известно, что Yangpa покидает компанию. За месяц до новостей об уходе из Core Contents Media она выпустила мини-альбом Together.
5 марта 2014 года Yangpa выпустила цифровой сингл «L.O.V.E» и стала одним из авторов песни f(x) «All Night». 22 октября 2016 года исполнительница участвовала в телешоу «Бессмертная песня 2», где одержала победу. В ноябре того же года она была определена в мюзикл «Телохранитель». В декабре 2017 года Yangpa выпустила цифровой сингл «끌림 (Trembling)».

## Дискография

### Студийные альбомы
- Novice’s Love (1996)
- I Want to Know (1997)
- Addio (1998)
- Perfume (2001)
- The Windows of My Soul (2007)

### Мини-альбомы
- Elegy Nouveau (2011)
- Together (2012)

### Сборники
- A Letter From Berkeley (1998)
- The Best Album (2003)

## Участие в написании песен
| Год  | Исполнитель    | Песня                                      | Альбом                                 |
| ---- | -------------- | ------------------------------------------ | -------------------------------------- |
| 2006 | Roller Coaster | «After The Tone»                           | Triangle                               |
| 2010 | Ли Сын Ги      | «지금부터 사랑해 (I Love You From Now On)» | My Girlfriend Is a Nine-Tailed Fox OST |
| 2010 | T-ara          | «왜 이러니 (Why Are You Being Like This)»  | Temptastic                             |
| 2011 | G.NA           | «Black & White»                            | Black & White                          |
| 2011 | Со Ин Ён       | «Oh My Gosh»                               | Brand New Elly                         |
| 2012 | Алекс Чу       | «나였으면 (If It Was Me)»                  | 아이두아이두 OST                       |
| 2014 | f(x)           | «All Night»                                | Red Light                              |

## Награды и номинации

### Премии

#### Mnet Asian Music Awards
| Год  | Номинация                    | Что номинировано       | Результат |
| ---- | ---------------------------- | ---------------------- | --------- |
| 1999 | Лучший женский артист        | «아디오»               | Номинация |
| 2001 | Лучший женский артист        | «Special Night»        | Номинация |
| 2007 | Лучшее балладное выступление | «Love… What Is It?»    | Победа    |
| 2007 | Артист Года                  | «Love… What Is It?»    | Номинация |
| 2007 | Песня Года                   | «Love… What Is It?»    | Номинация |
| 2007 | Альбом Года                  | The Windows of My Soul | Номинация |